# كارل بيوركمان (لاعب رماية)
كارل بيوركمان (بالسويدية: Carl Björkman)‏ هو لاعب رماية سويدي، ولد في 31 ديسمبر 1869 في غوتالاند في السويد، وتوفي في 4 فبراير 1960 في ستوكهولم في السويد.

## وصلات خارجية
- كارل بيوركمان على موقع الاتحاد الدولي (الإنجليزية)
- كارل بيوركمان على موقع اللجنة الأولمبية الدولية (الإنجليزية)
- كارل بيوركمان على موقع أوليمبيديا (الإنجليزية)
- كارل بيوركمان على موقع اللجنة الأولمبية السويدية (السويدية)